# Wyszyny
Wyszyny – wieś w Polsce położona w województwie wielkopolskim, w powiecie chodzieskim, w gminie Budzyń. 
Wieś Wisziny  położona była w 1580 roku w powiecie poznańskim województwa poznańskiego. W latach 1975−1998 miejscowość administracyjnie należała do województwa pilskiego.

## Historia

### Prehistoria
Pierwsze ślady osadnictwa na terenie Wyszyn i okolic sięgają prehistorii. Badania archeologiczne dostarczają informacji o zasiedlających te tereny plemionach kultury pomorskiej. Główne skupisko osadnicze znajdowało się między Bukowcem a Sokołowem Budzyńskim.
Do ciekawszych znalezisk archeologicznych należą:
- pojedyncze fragmenty popielnic z pól Grabówki, Prosny i Wyszyn
- znalezione w 1931, a datowane na 2500 lat urny grobowe z Bukowca, z wyrytymi scenami przedstawiającymi jeźdźców, ludzi i czterokołowy wóz
- znaleziony w 1924 w okolicach Niewiemka miecz, prawdopodobnie przywieziony do Polski z Węgier na drodze wymiany handlowej

### Średniowiecze – XVIII w.
W okresie wczesnopiastowskim przez obszar Wyszyn, Niewiemka oraz Ostrówek przebiegał szlak komunikacyjno-handlowy z południa na Pomorze. Osadnictwo na terenie Wyszyn zostało zapoczątkowane przez przesiedlenie się mieszkańców Niewiemka, którzy poszukiwali suchszych terenów pod uprawę. Źródła z XVI w. donoszą o istniejącej tutaj za czasów Stefana Batorego wytwórni szabel.

### XIX wiek
W XIX w. właścicielką Wyszyn była Estera Raczyńska, dzięki której staraniom przebudowany XVIII-wieczny spichlerz na kościół. Z informacji źródłowych wynika, że planowano budowę nowej świątyni, lecz brat Estery Raczyńskiej przeznaczone na to pieniądze przehulał. Według żywej do dziś miejscowej legendy szlachcianka, przeżywszy szok po zobaczeniu kościoła, umarła modląc się w nieistniejącej już dziś kapliczce.
W latach 60. Wyszyny dotknęła epidemia cholery, która w przeciągu miesiąca pochłonęła 30 ofiar. Jedną z jej ofiar był ks. Ignacy Kubalak, zarażony przy opiece nad chorymi.

### XX wiek – czasy współczesne
Po I wojnie światowej Wyszyny znalazły się w granicach niepodległej Polski. W 1931 r. erygowano parafię Matki Bożej Pocieszenia.
Okres II wojny światowej był trudny dla mieszkańców. W 1942 z rozkazu Maksymiliana Wambecka – właściciela tutejszego majątku ziemskiego, świątynia w Wyszynach została podpalona. Ks. Ludwik Leśniewicz –miejscowy proboszcz został wywieziony do Dachau i tam w 1942 zamordowany. W okresie II wojny światowej na pobliskich terenach działały radzieckie oddziały wywiadowczo-spadochronowe. 10 i 15 stycznia 1945 roku doszło do potyczki z hitlerowcami podczas której zginęło dwóch wywiadowców. Pochowano ich na miejscowym cmentarzu.
W latach 60. ze środków społecznych wybudowano wiejski dom kultury. W 1968 r. powstało przedszkole. 1. września 1970 r. oddano do użytku nowy budynek szkoły podstawowej. Inicjatorem budowy był Franciszek Owczarzak – wieloletni dyrektor szkoły, za długoletnią pracę pośmiertnie odznaczony Krzyżem Kawalerskim Orderu Odrodzenia Polski.

## Zabytki

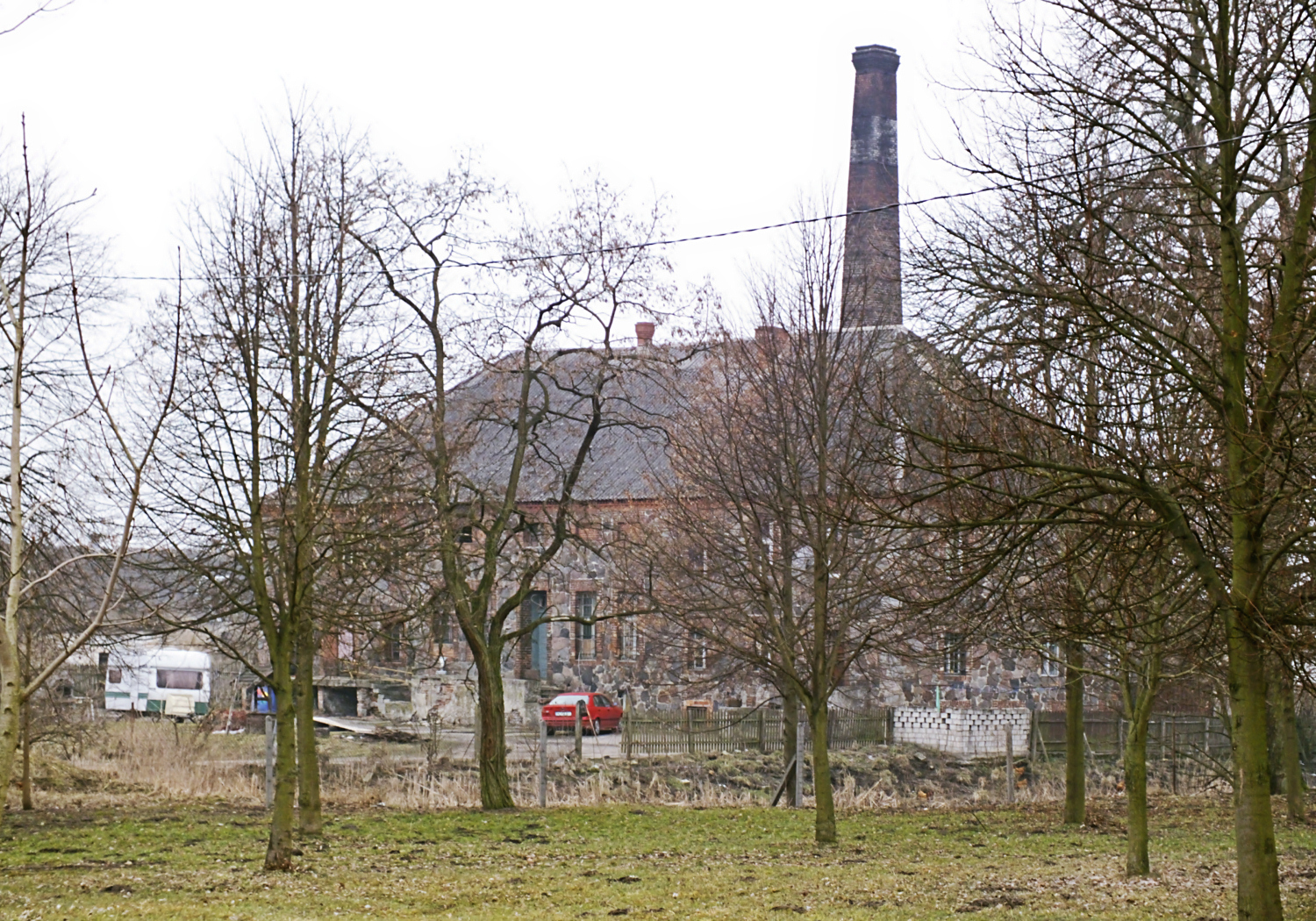
Gorzelnia

- Kościół parafialny Matki Bożej Pocieszenia, fundowany latach 1824−1825 w budynku dawnego obronnego spichrza dworskiego, otoczonego murem i oblanego fosą.
- Drewniana figura św. Wawrzyńca z XIX w.
- Budynek gorzelni murowany z kamienia z XIX w.[7]

## Oświata
- Szkoła Podstawowa w Wyszynach. Szkoła posiada pracownie przedmiotowe języka polskiego i przyrody, laboratorium językowe, pracownię informatyczną i halę sportową. Od 17 czerwca 2015 r. szkoła nosi imię Mikołaja Kopernika. W roku szkolnym 2014/2015 uczęszczało do niej 139 dzieci[8].
- Przedszkole Samorządowe im. Koziołka Matołka w Wyszynach. Przedszkole posiada też oddział zamiejscowy w Prośnie.

## Kultura
- Wiejski Dom Kultury, gdzie prowadzone są zajęcia dla dzieci i młodzieży, Znajduje się tam również sala wiejska na której odbywają się imprezy okolicznościowe, zabawy taneczne i przedstawienia.
- Biblioteka Publiczna w Budzyniu – Filia w Wyszynach[9].
- Amfiteatr – miejsce zabaw ludowych i młodzieżowych.

## Sport
Od 2000 r. w Wyszynach działa klub sportowy „Iskra” Wyszyny. Klub posiada boisko futbolowe oraz nowo wybudowane szatnie.